# Lipec
Lipec je priimek več oseb:
- Efraim Hajimovič Lipec, sovjetski general judovskega rodu
- Janez Lipec, slovenski kipar
- Jerica Lipec, direktorica Prevzgojnega doma Radeče